# Hilan delgado
Elles filent fin
L'eau-forte Hilan delgado (en français Elles filent fin) est une gravure de la série Los caprichos du peintre espagnol Francisco de Goya. Elle porte le numéro 44 dans la série des 80 gravures. Elle a été publiée en 1799.

## Interprétations de la gravure
Il existe divers manuscrits contemporains qui expliquent les planches des Caprichos. Celui qui se trouve au Musée du Prado est considéré comme un autographe de Goya, mais semble plutôt chercher à dissimuler et à trouver un sens moralisateur qui masque le sens plus risqué pour l'auteur. Deux autres, celui qui appartient à Ayala et celui qui se trouve à la Bibliothèque nationale, soulignent la signification plus décapante des planches.
- Explication de cette gravure dans le manuscrit du Musée du Prado :
Hilan delgado, y la trama que urden, ni el diablo la podrá deshacer.
(Elles filent fin[2] et la trame qu'elles ourdissent, même le diable ne pourra la défaire)[3].

- Manuscrit de Ayala :
Las infames alcahuetas hilan tan delgado que ni el diablo puede deshacer la trama de chiquillos que urden.
(Les infâmes entremetteuses filent si fin que même le diable ne peut défaire la trame de gosses qu'elles ourdissent)[3].

- Manuscrit de la Bibliothèque nationale :
Las alcahuetas llevan una cuenta muy cabal de sus tercerías y se hacen pagar muy bien los niños que van despachando, y se ven detrás colgados como cerros de lino.
(Les entremetteuses tiennent le compte très serré de leurs interventions et se font payer très bien les enfants qu'elles dépêchent (tuent) et que l'on voit derrière, suspendus comme des écheveaux de lin)[3].

## Technique de la gravure

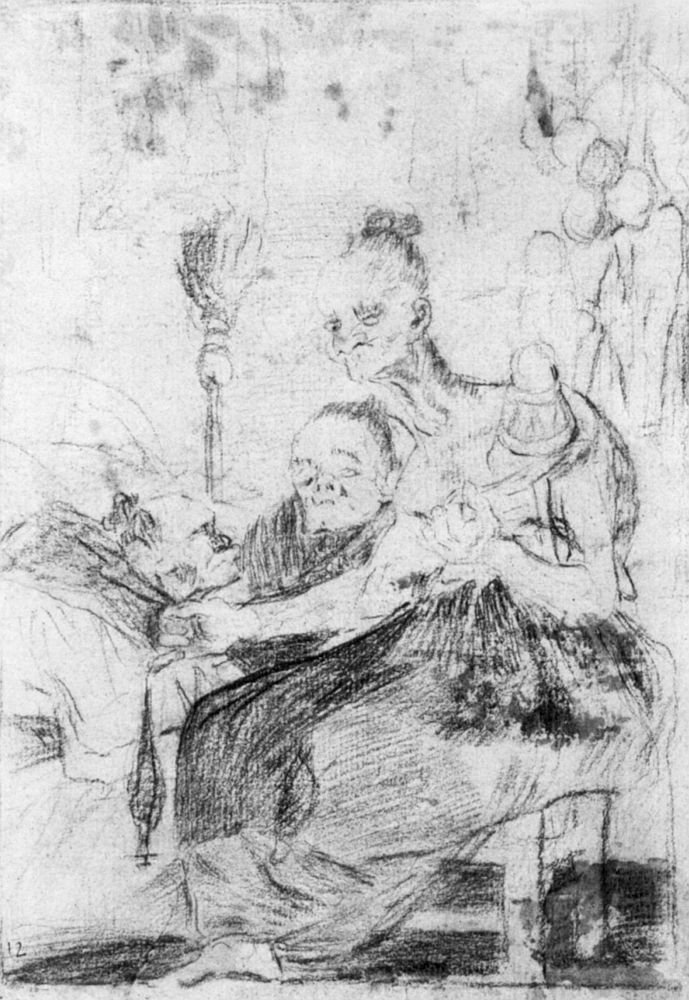
Dessin préparatoire.

L'estampe mesure 215 × 151 mm sur une feuille de papier de 306 × 201 mm.
Goya a utilisé l'eau-forte, l'aquatinte, la pointe sèche et le burin.
Le dessin préparatoire est à la sanguine. Dans le coin inférieur gauche, à la plume est écrit « 12 », et à l'extrême gauche, « 2 ». Le dessin préparatoire mesure 196 × 136 mm.

## Catalogue
- Numéro de catalogue G02132 de l'estampe au Musée du Prado.
- Numéro de catalogue D03934 du dessin préparatoire au Musée du Prado.